# 小行星2767
小行星2767（2767 Takenouchi）是一颗围绕太阳公转的小行星。1967年10月30日，盧波什·科胡特克在汉堡发现了此天体。
該小行星以日本東京天文台人造衛星軌道計算先驅竹内端夫命名。
这颗小行星的绝对星等为11.6等。